# Прапор общини Кочани
Прапор общини Кочани в Північній Македонії — офіційний прапор цієї  общини, який був прийнятий 29 січня 2010 року.

## Опис
Прапор має горизонтальну орієнтацію, на червоне тло нанесено дві жовті смуги. Посередині розташована аплікація вершини з герба общини, що символічно уособлює джерело геотермальної води та рисове колосся. 

## Цитати
1. ↑  Симболи на Општината. Општина Кочани (амер.). Процитовано 28 травня 2021.

## Зовнішні посилання
- Прийнято новий герб і прапор муніципалітету Кочані[недоступне посилання з 01.08.2021]
- Кочані вибрали герб, але чекають гімну[недоступне посилання з 01.08.2021]
- Новий прапор муніципалітету Кочані, піднятий на флагштоку. [Архівовано 2010-05-24 у Wayback Machine.]